# Église Saint-André de Luqa

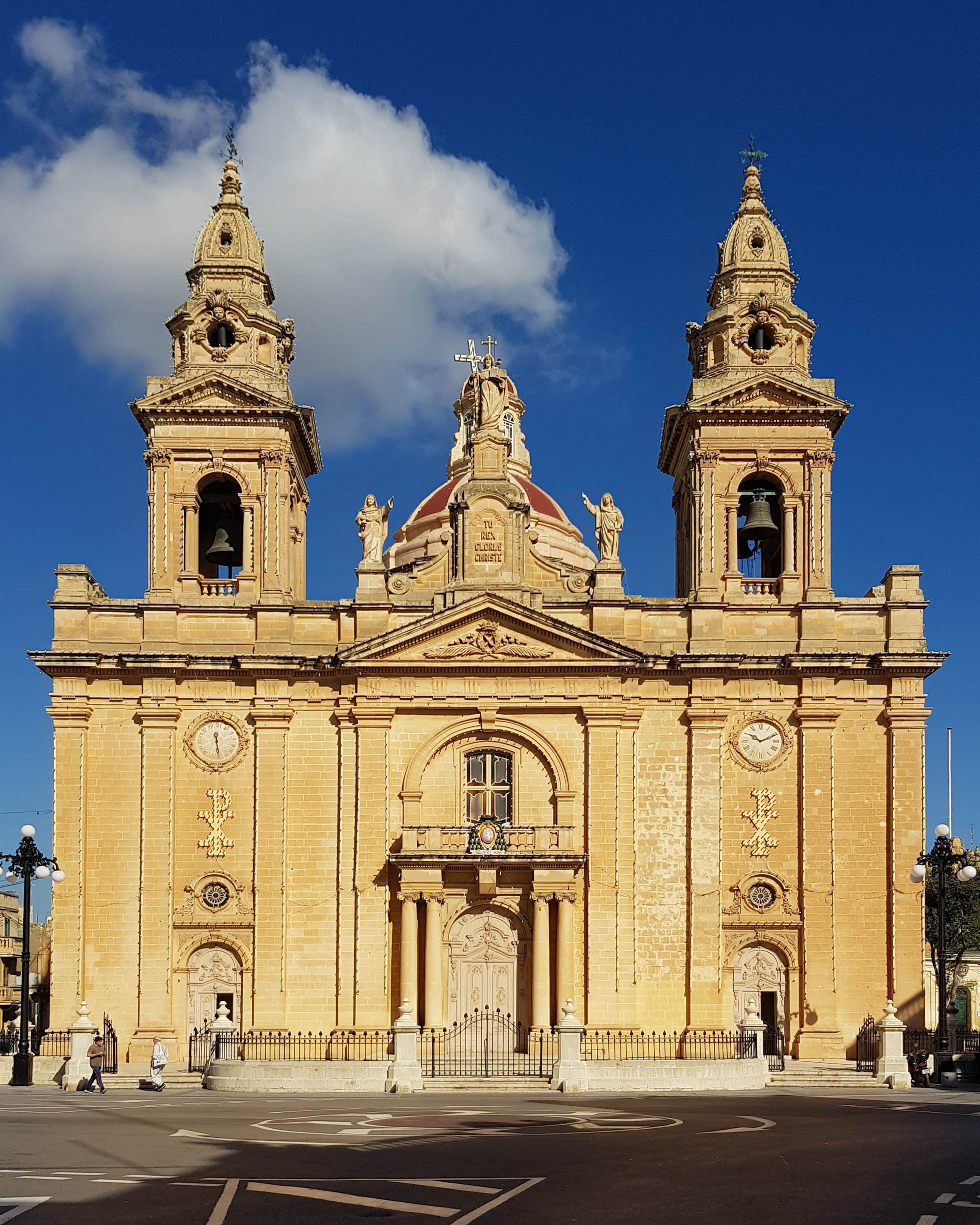
Église Saint-André de Luqa

L'église paroissiale Saint-André est une église catholique située à Luqa, à Malte.

## Historique
La présence d'une chapelle dédiée à l'apôtre saint André est attestée en 1492 et s'y substitue une église construite entre 1539 et 1542. Après l'élévation de Luqa en paroisse, une nouvelle église est édifiée en 1686 et est consacré par Mgr Labini le 7 décembre 1783. Elle subit de nombreux élargissements, notamment entre 1693 et 1737 et entre 1901 et 1910. L'église est reconstruite une nouvelle fois entre 1945 et 1954, puis consacrée par Mgr l'archevêque Michael Gonzi le 26 septembre 1962, après les bombardements durant la Seconde Guerre mondiale.